# Strongylophthalmyia pictipes
Strongylophthalmyia pictipes is een vliegensoort uit de familie van de Strongylophthalmyiidae. De wetenschappelijke naam van de soort is voor het eerst geldig gepubliceerd in 1935 door Frey.